# Dorfkirche Mirow

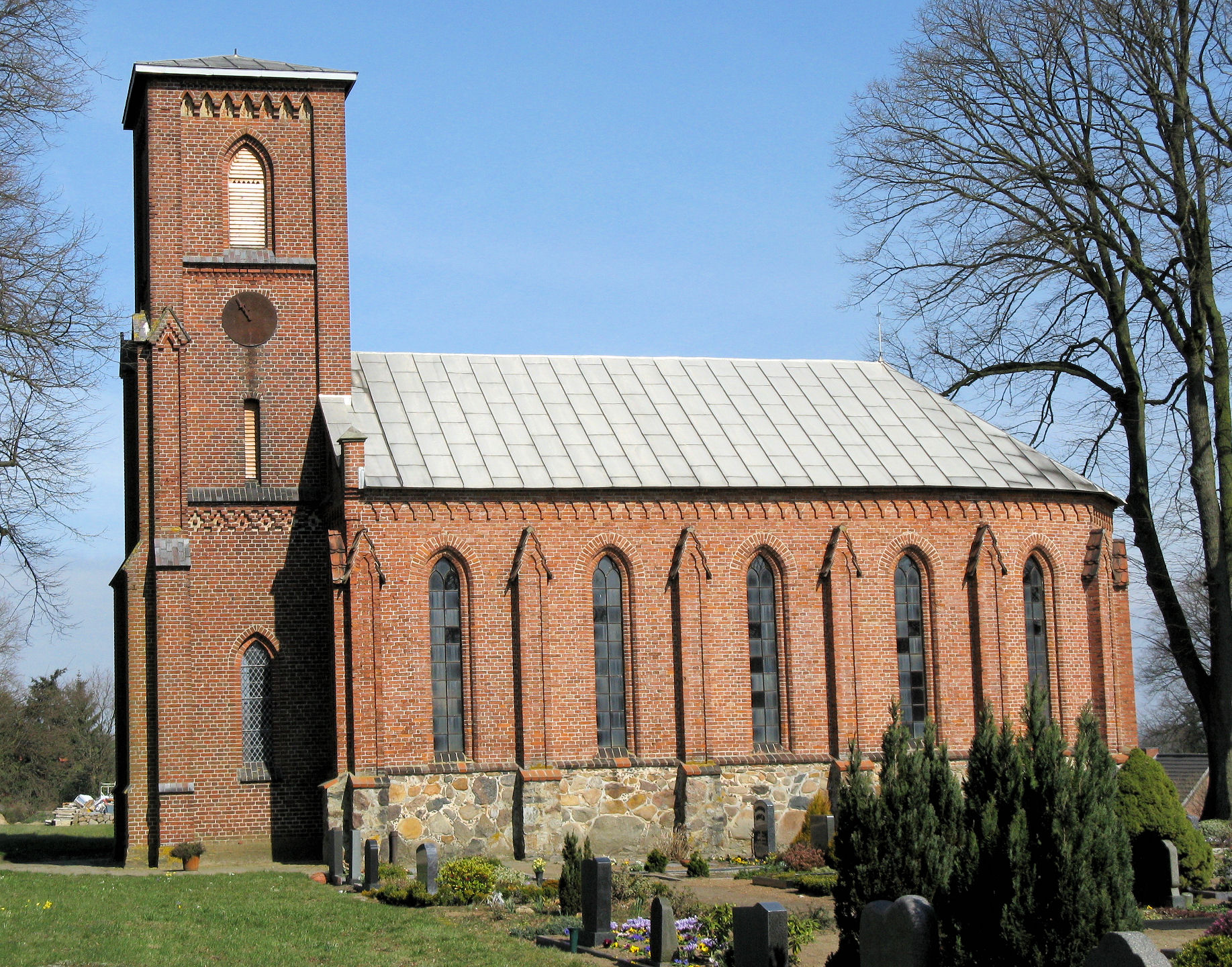
Dorfkirche Mirow, Ansicht von Süden

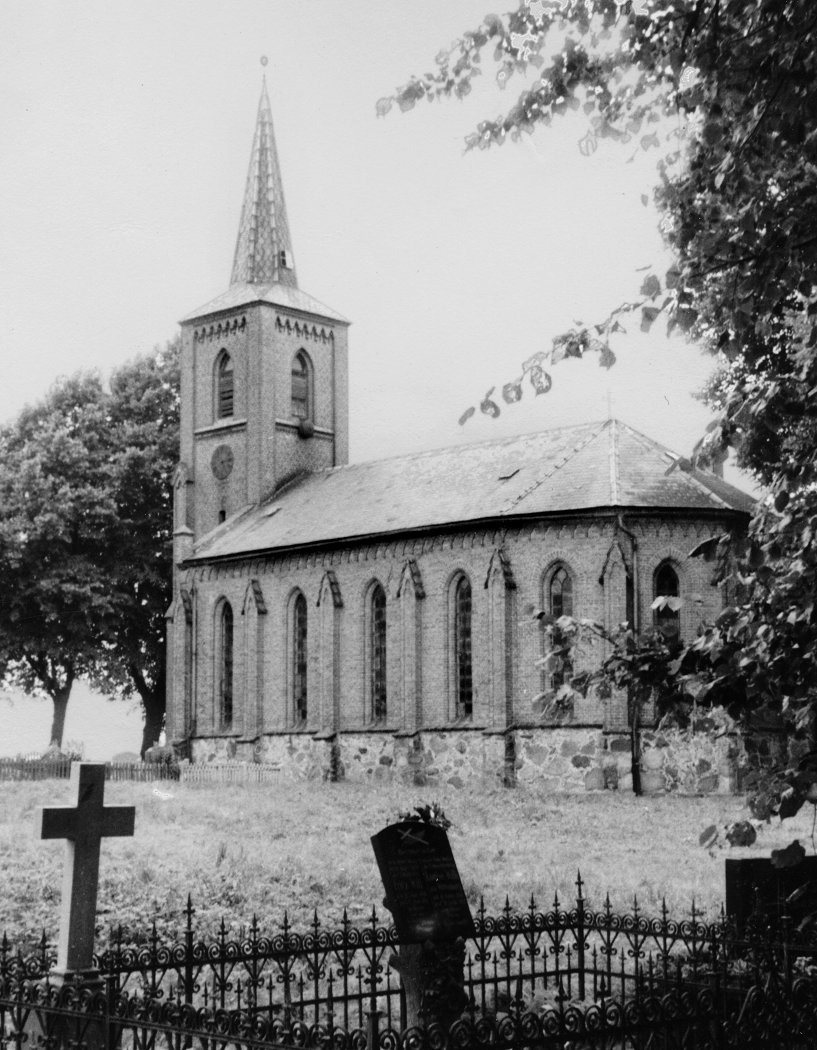
Ursprungszustand des Bauwerks mit spitzem Turmhelm und anderer Dachdeckung (Foto: 1963)

Die Dorfkirche von Mirow in Mirow, einem Ortsteil von Banzkow im Landkreis Ludwigslust-Parchim in Mecklenburg-Vorpommern, ist ein 1842 im neugotischen Stil auf dem Feldsteinfundament der früheren Mirower Kirche errichtetes Gotteshaus.

## Geschichte
Der erste Kirchenbau in Mirow ist für das 13. Jahrhundert schriftlich belegt.  Sie ist eine der Kirchen der Evangelisch-Lutherischen Kirchengemeinde Uelitz in der Propstei Wismar, Kirchenkreis Mecklenburg der Evangelisch-Lutherischen Kirche in Norddeutschland.
Die Kirche ist eines der frühesten Beispiele der neugotischen Bauweise. Der Schweriner Baumeister Ludwig Bartning baute sie im Auftrag des Herzogs Paul Friedrich, des Patrons der Kirche. Der Turm wurde erst 1883 errichtet. Die Dachdeckung von Turm und Kirchenschiff wurde erneuert und entspricht nicht mehr dem Originalzustand. Ursprünglich hatte der Kirchturm einen spitzen Helm.

## Ausstattung
Im Inneren befindet sich ein Kanzelaltar, eine in Mecklenburg nicht gerade häufige Altarform. Ein Altargemälde mit den Emmausjüngern ist eine Kopie eines Gemäldes der Georgenkirche in Parchim.

### Orgel
Die Orgel wurde 1857 von Johann Heinrich Runge (Hagenow) erbaut. Das Instrument hat 6 Register auf einem Manualwerk. Das Pedalwerk ist angehängt. Von den ursprünglich 378 Pfeifen sind 355 original erhalten. Die 23 Prospektpfeifen, die 1917 zu Kriegszwecken abgeliefert werden mussten, wurden erst bei der Restaurierung im Jahre 2000 in historischer Form erneuert.
| Manualwerk C– |                |    |
| 1.            | Principal      | 8′ |
| 2.            | Hohlflöte      | 8′ |
| 3.            | Viola di Gambe | 8′ |
| 4.            | Octave         | 4′ |
| 5.            | Octave         | 2′ |
| 6.            | Mixtur II      |    |

### Glocken
Von den zwei Glocken der Kirche stammt die ältere aus der Vorgängerkirche, die jüngere wurde 1845 in Wismar gegossen.